# Monte Tenibres
Il Monte Tenibres (in francese mont Ténibre) è una montagna delle Alpi Marittime alta 3.031 m, la più elevata della Valle Stura di Demonte.

## Caratteristiche
Si trova sullo spartiacque principale tra Italia e Francia, tra l'italiana valle Stura di Demonte e la francese valle della Tinea. Dal versante italiano, la montagna si trova alla testata del vallone del Piz.
Lo spartiacque nella zona della montagna ha un andamento abbastanza contorto. Dalla vetta, la cresta procede verso nord-est fino alla Rocca Rossa, per poi piegare ad est-sud-est fino al Becco Alto d'Ischiator. In direzione opposta, la cresta si avvolge a semicerchio, con il lato concavo rivolto a nord-est; raggiunta la testa dell'Ubac, la cresta si avvolge in senso opposto, con il centro della concavità in direzione sud-ovest.
Dal punto di vista geologico, la montagna è composta da gneiss granitoidi biotitici, con qualche affioramento di anfiboliti; entrambe appartengono alla formazione del massiccio cristallino dell'Argentera.
Il nome significa monte delle tenebre, ma l'origine esatta non è certa. Potrebbe derivare dal colore scuro delle sue rocce,
oppure avere anche una connotazione di luogo lontano e sconosciuto.

## Ascensione
La prima ascensione del monte Tenibres, secondo quanto tramandato da Luigi Vaccarone, è stata compiuta nel 1836 dal cartografo militare nonché aiutante di campo di re Carlo Alberto di Savoia, e successivamente generale, Luigi Fecia di Cossato, anche noto semplicemente come capitano Cossato.

### Via normale

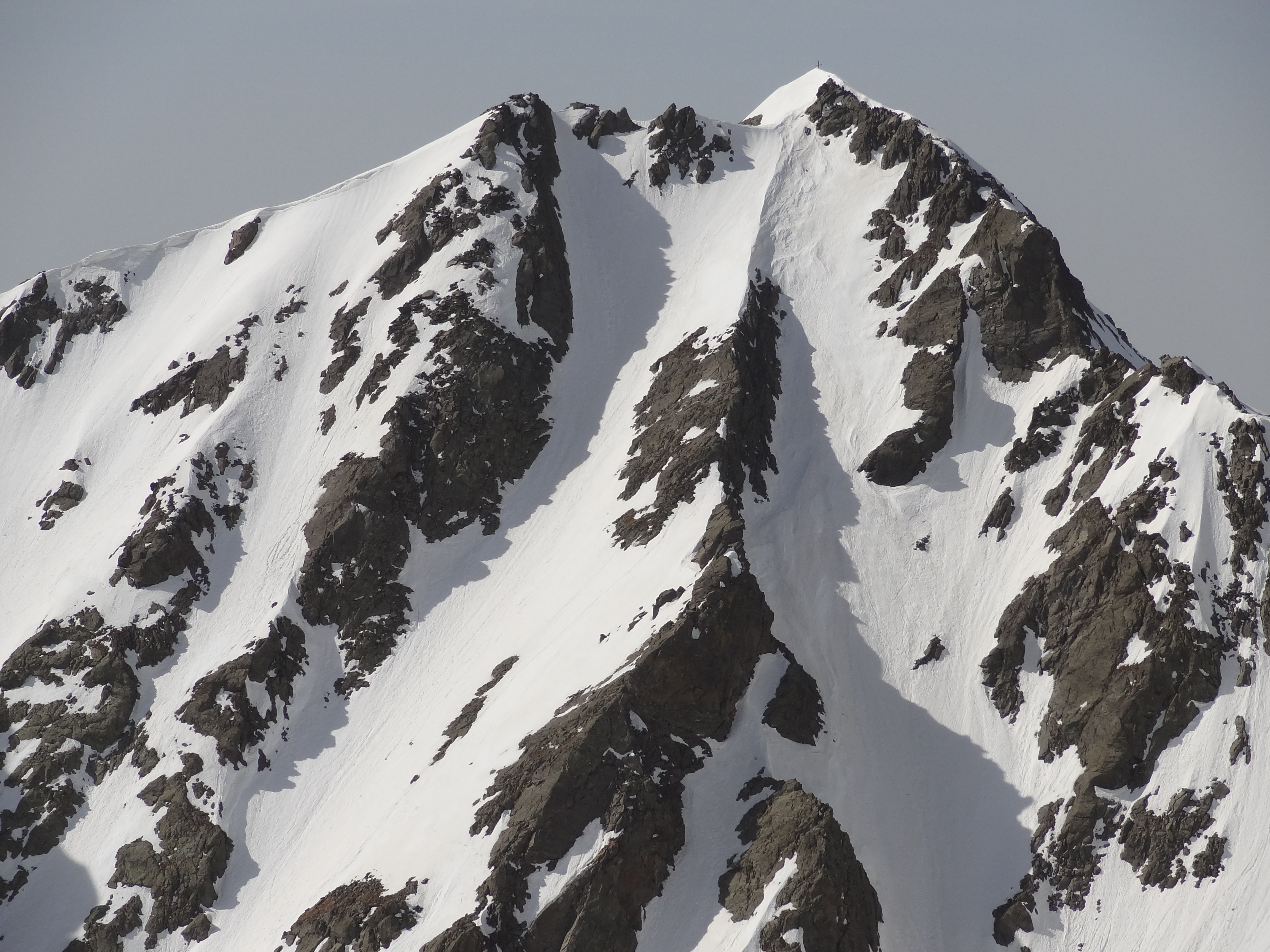
La cima parzialmente innevata

La via normale alla vetta dal versante italiano prevede di raggiungere il passo del Tenibres, a quota 2940 m, posto a nord-ovest della vetta, e da qui salire in vetta. Per raggiungere il passo, si risale il vallone del Piz per i sentieri P48 e P29, appoggiandosi eventualmente al rifugio Zanotti. Questo percorso presenta una certa difficoltà solo nell'ultimo tratto per raggiungere il colle: il percorso indicato porta a risalire un canalino franoso, ma molte guide e relazioni consigliano invece di lasciare questo percorso in corrispondenza di una casermetta e risalire in cresta per roccette, con tratti di facile arrampicata. Da qui si procede in cresta fino alla vetta. Il percorso ha difficoltà di livello escursionistico, valutate in EE; utilizzando la variante per roccette, la difficoltà diventa di livello alpinistico, comunque limitata a F.
Dal versante francese, invece, si risale dal rifugio Rabuons al passo Rabuons, posto a nord-est della vetta, e da lì si risale in vetta lungo la cresta.
Il panorama è molto vasto. Nelle giornate serene la vista spazia dal Monte Rosa al Mediterraneo.
L'intera via è percorribile anche d'inverno con l'attrezzatura da scialpinismo.

### Canale nord
SI tratta di una classica salita su pendio nevoso, di difficoltà alpinistica. Il percorso di avvicinamento segue la via normale fino al pendio terminale che conduce in cresta; qui ci si sgancia e si raggiunge il canalino, che risale fino a poco sotto la vetta con una pendenza media di 40°, con punte oltre i 45°. La difficoltà dell'ascensione è valutata in PD - PD+.